# كرة الماء في الألعاب الأولمبية الصيفية 2016 – مسابقة السيدات

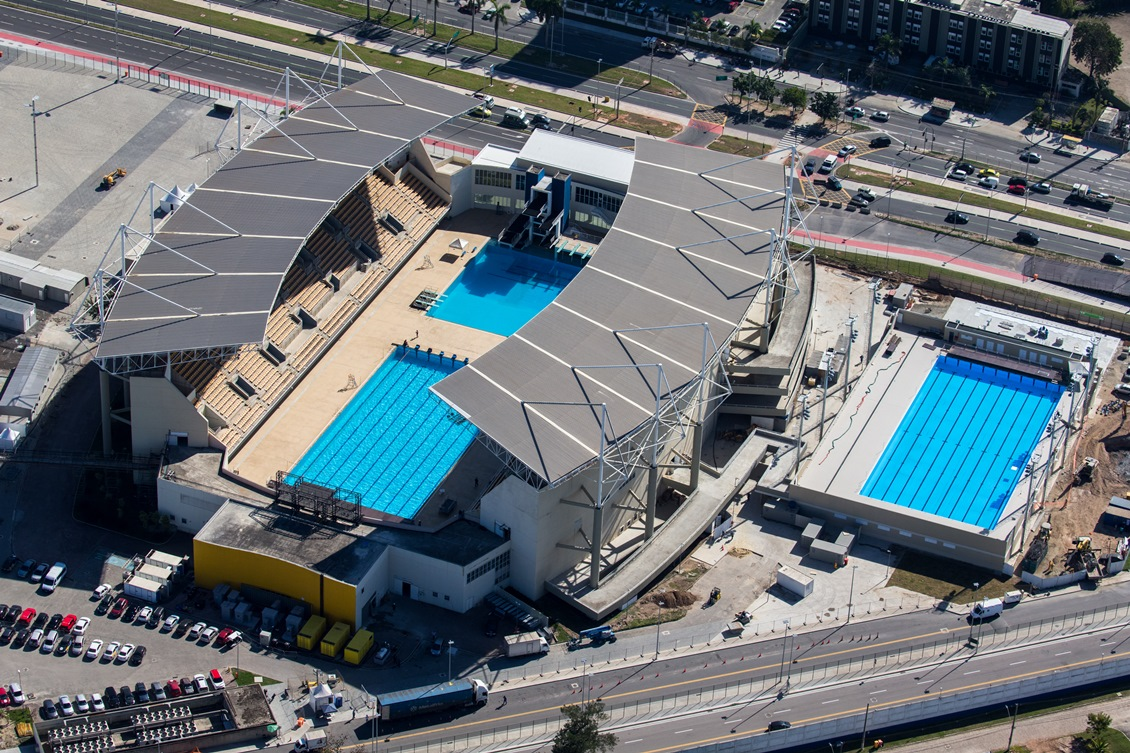

بدأت بطولة السيدات لكرة الماء ضمن دورة الألعاب الأولمبية الصيفية 2016 في ريو دي جانيرو، البرازيل، في يوم 9 أغسطس واستمرت حتى 19 أغسطس 2016 ولقد أقيمت المنافسات في مركز ماريا لينك المائي والاستاد الأولمبي للرياضات المائية.